# Langeoog
Langeoog is een Duits Waddeneiland, het vijfde (van west naar oost) in de reeks bewoonde Oost-Friese Waddeneilanden. Het is 19,6 km² groot en 14 km lang en telde eind 2020 1.812 inwoners.. 

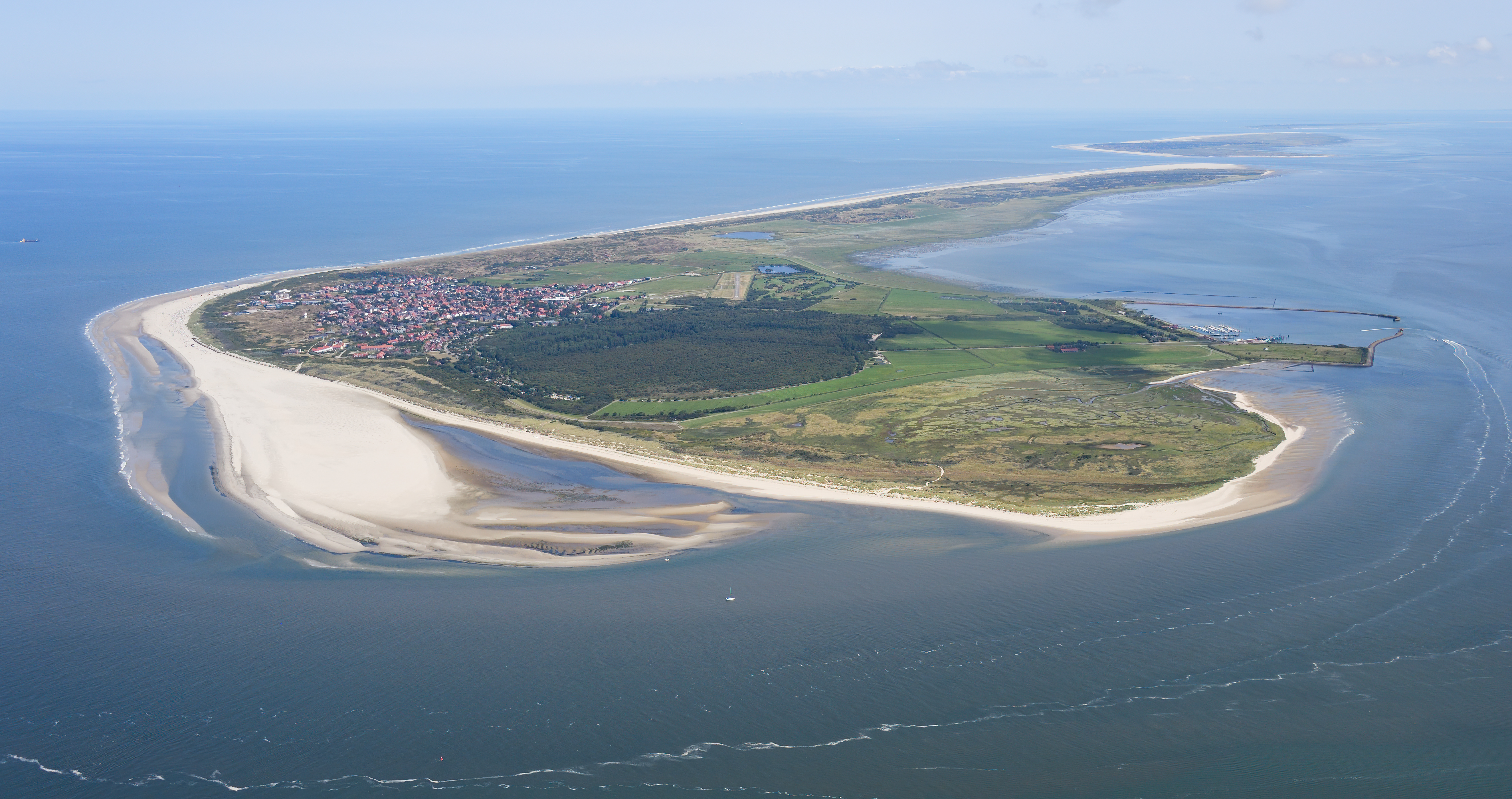
Luchtfoto van Langeoog
Situering Oostfriese Waddeneilanden
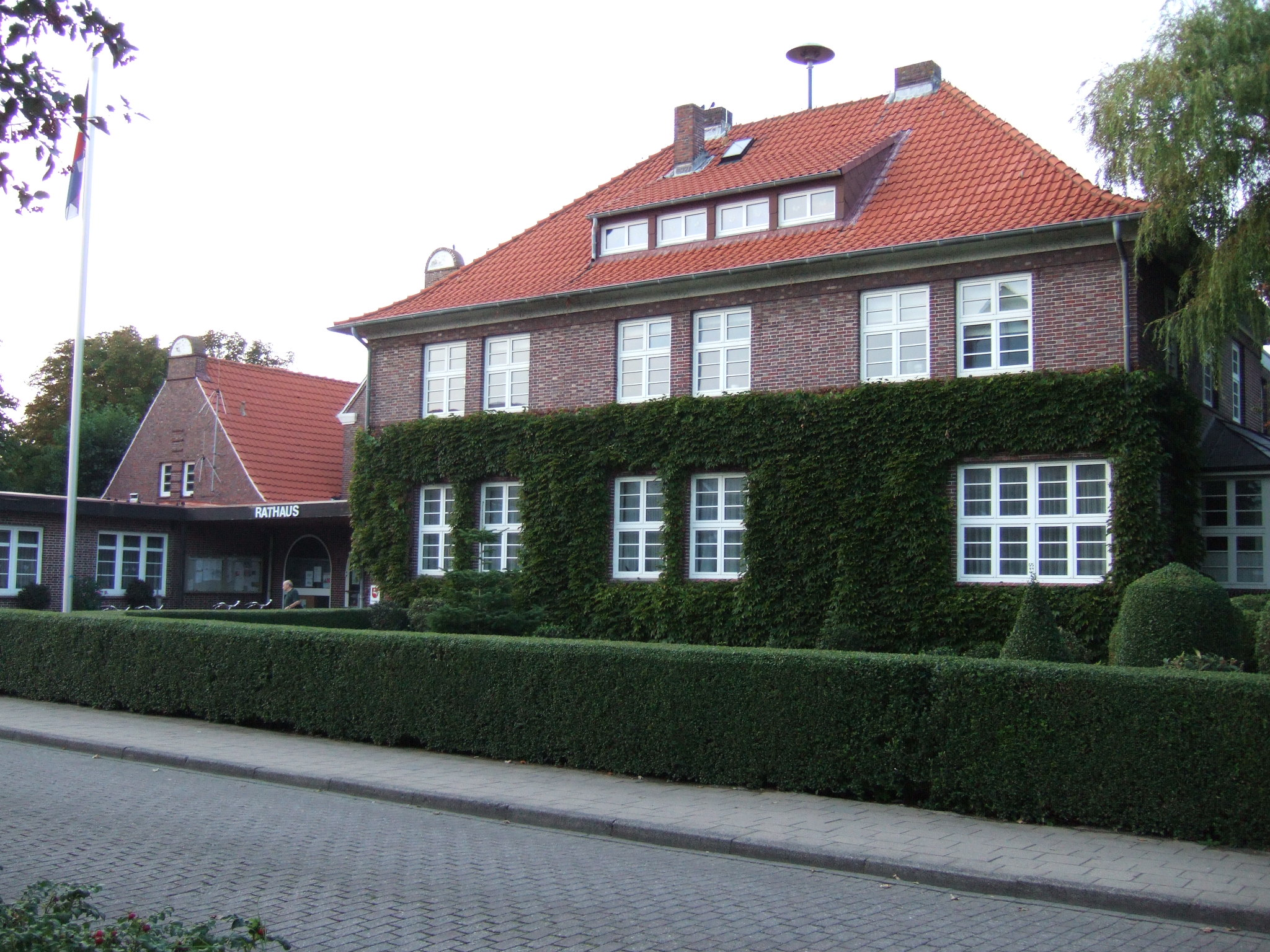
Gemeentehuis (1938)

De Accumer Ee scheidt het eiland van Baltrum in het westen en de Otzumer Balje van Spiekeroog in het oosten. Het eiland behoort als eenheidsgemeente (Einheitsgemeinde) tot het Landkreis Wittmund in de deelstaat Nedersaksen.

## Geografie
Het eiland bestaat aan de noordzijde uit een duin- en strandlandschap. De duintoppen zijn tot 20 meter hoog. Aan de zuidkant liggen percelen weiland in kleine polders en kwelders. Tussen de haven, op de zuidwestpunt van Langeoog, en het ten noorden daarvan gelegen dorp, ligt het bos van het eiland. Dit is na 1945 aangeplant op de locatie van een voormalige marine- en luchtmachtbasis. Direct ten noorden en noordoosten van het dorp liggen een grote imkerij, een begraafplaats en het uitzichtduin van het Pirolatal, genoemd naar de inheemse plant Pyrola (rond wintergroen). Langs de noordkust ligt een 14 km lange zone zandstranden. Enkele kilometers ten oosten van het Pirolatal bevond zich vroeger het zeegat Großer Schlopp (Groote Sloop), dat Langeoog in tweeën deelde. In het kader van natuurherstelmaatregelen is op deze plek een meertje, de Schloppsee, weer uitgegraven (natuurreservaat). Verder oostelijk, op het bijna onbewoonde Ostende, ligt het duin Melkhorndüne en helemaal aan de oostkant de grote paardenboerderij Meierei. Deze dient als gelegenheid voor vakanties voor schoolklassen e.d.. Helemaal ten noordoosten van Langeoog is een zandplaat, waar vaak zeehonden e.d. te zien zijn.

## Bereikbaarheid, infrastructuur
Langeoog is per veerboot te bereiken vanuit Bensersiel, gemeente Esens, op het vasteland van Oost-Friesland. Deze veerdienst is onafhankelijk van het getij en vaart dus volgens een vaste dienstregeling.  
De haven is met het dorp Langeoog, het enige op het eiland, verbonden door een 2½ kilometer lang spoorlijntje. 
Het eiland is autovrij; een uitzondering geldt voor hulpdiensten zoals de brandweer.
Voorts beschikt Langeoog over een vliegveldje met een 600 meter lange en 20 meter brede, betonnen, start- en landingsbaan.

## Economie
Langeoog bestaat nagenoeg uitsluitend van het toerisme. De nadruk ligt op door de overheid bevorderd ecologisch verantwoord strandtoerisme. Verscheidene horecagelegenheden op het eiland serveren biologische gerechten.
Belangrijk op Langeoog is daarnaast een station van de Duitse reddingsbrigade ter zee.

## Geschiedenis

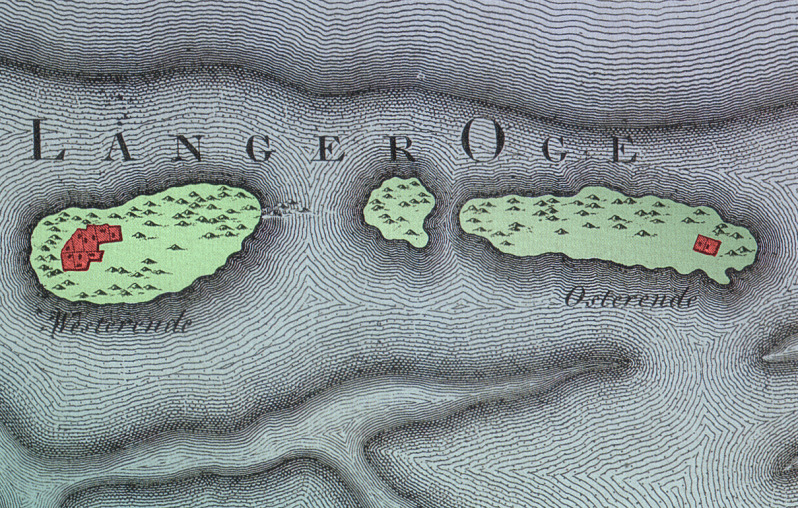
Kaart van Le Coq, 1805: Langeoog in drieën gedeeld. Van de nederzetting op de oosthelft is de boerderij Meierei overgebleven.
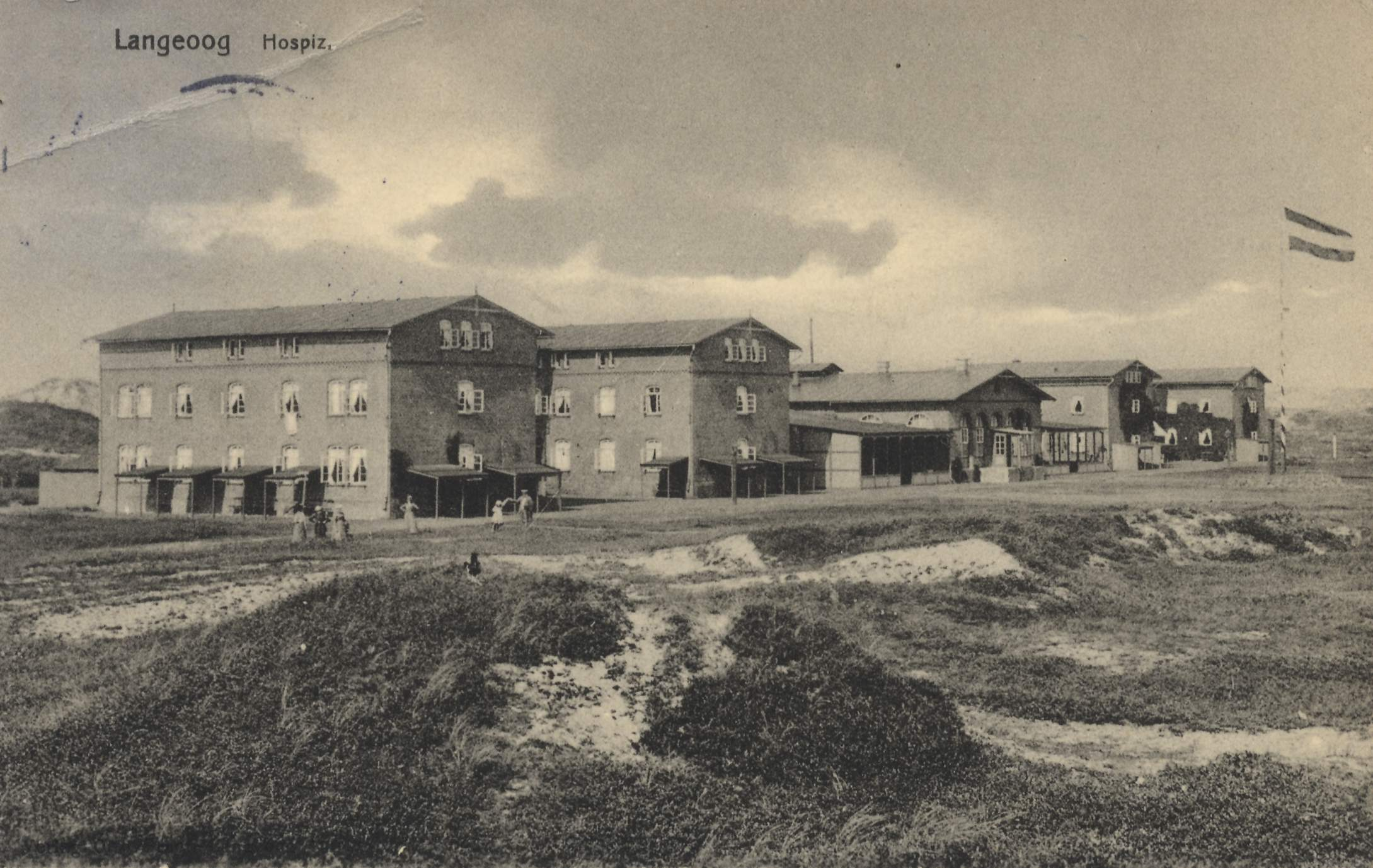
Hospitium Kloster Loccum (1905)

Langeoog was tot en met de eerste helft van de 19e eeuw een dunbevolkt eiland, met vrijwel nooit meer dan circa 150 inwoners. Het is na stormvloeden ook van tijd tot tijd geheel onbewoond geweest. De schaarse bewoners leefden van wat landbouw, visserij en walvisvaart. Het eiland is in de 17e en 18e eeuw tijdelijk door een zeegat in tweeën, in de vroege 19e eeuw zelfs in drieën, gedeeld geweest.
Rond 1850 kwam het toerisme op, en ontstond het plan op Langeoog een Seeheilbad ( kuuroord aan de zeekust, met gelegenheid tot als geneeskrachtig beschouwde baden in zee te nemen) te ontwikkelen. Hiertoe werden ook dijken en havens verbeterd en nieuw aangelegd. In 1885 richtte het klooster van Loccum op het eiland voor zowel geestelijken als leken een hospitium in, dat later tot een belangrijke horecagelegenheid (vakantieappartementen) iets ten noorden van het dorp Langeoog werd verbouwd. Verdere uitbreiding van het dorp, en van de infrastructuur, vond ten tijde van Adolf Hitlers Derde Rijk plaats. In 1936 werd het huidige spoorlijntje voor dieseltreintjes aangelegd. In 1939 werd een woonwijk voor personeel van de vliegbasis van de Luftwaffe opgeleverd.
In de Tweede Wereldoorlog was Langeoog een militaire basis, die van tijd tot tijd doelwit was van geallieerde bombardementen; het aantal slachtoffers hiervan bleef steeds beperkt. De sporen van het militaire complex zijn nog zichtbaar in de vorm van een ongewoon grote haven en betonnen start- en landingsbanen. Na de oorlog is het terrein van de Fliegerhorst beplant met bomen, zodat een klein bos ontstond. In 1949 verwierf Langeoog de status van Seeheilbad (kuuroord). De huidige haven kwam in 1976 gereed. In de jaren 1980 werden verdere kuurvoorzieningen, zoals een golfslagbad en een kuurpark, gerealiseerd.

## Politiek

### Samenstelling van de raad
De gemeenteraad van Langeoog bestaat uit tien gekozen leden en de burgemeester. De samenstelling is als volgt:
| Partij/Groepering           | 2011 | 2016 | 2021 |
| --------------------------- | ---- | ---- | ---- |
| CDU                         | 4    | 3    | 2    |
| Bürgerliste Langeoogers     | -    | -    | 3    |
| Union für Langeoog          | -    | 2    | 2    |
| SPD                         | 2    | 2    | -    |
| Bündnis 90/Die Grünen       | 3    | 1    | 1    |
| FDP                         | 1    | 1    | -    |
| overigen (2 lokale lijsten) | -    | 1    | 2    |

De laatste burgemeestersverkiezing was in 2019. Tot burgemeester werd gekozen mevrouw Heike Horn.

## Trivia
- Op het eiland ligt de zangeres Lale Andersen, bekend van het liedje Lili Marleen, begraven. Er staat ook een monument voor haar.
- De ZDF zond op 8 april 2020 een speciale 88 minuten durende uitzending van de Soko Wismar uit, "Nach der Ebbe kommt der Tod" (Na de eb komt de dood) welke in juni 2019 op Langeoog werd opgenomen.

## Afbeeldingen

Het dorp Langeoog
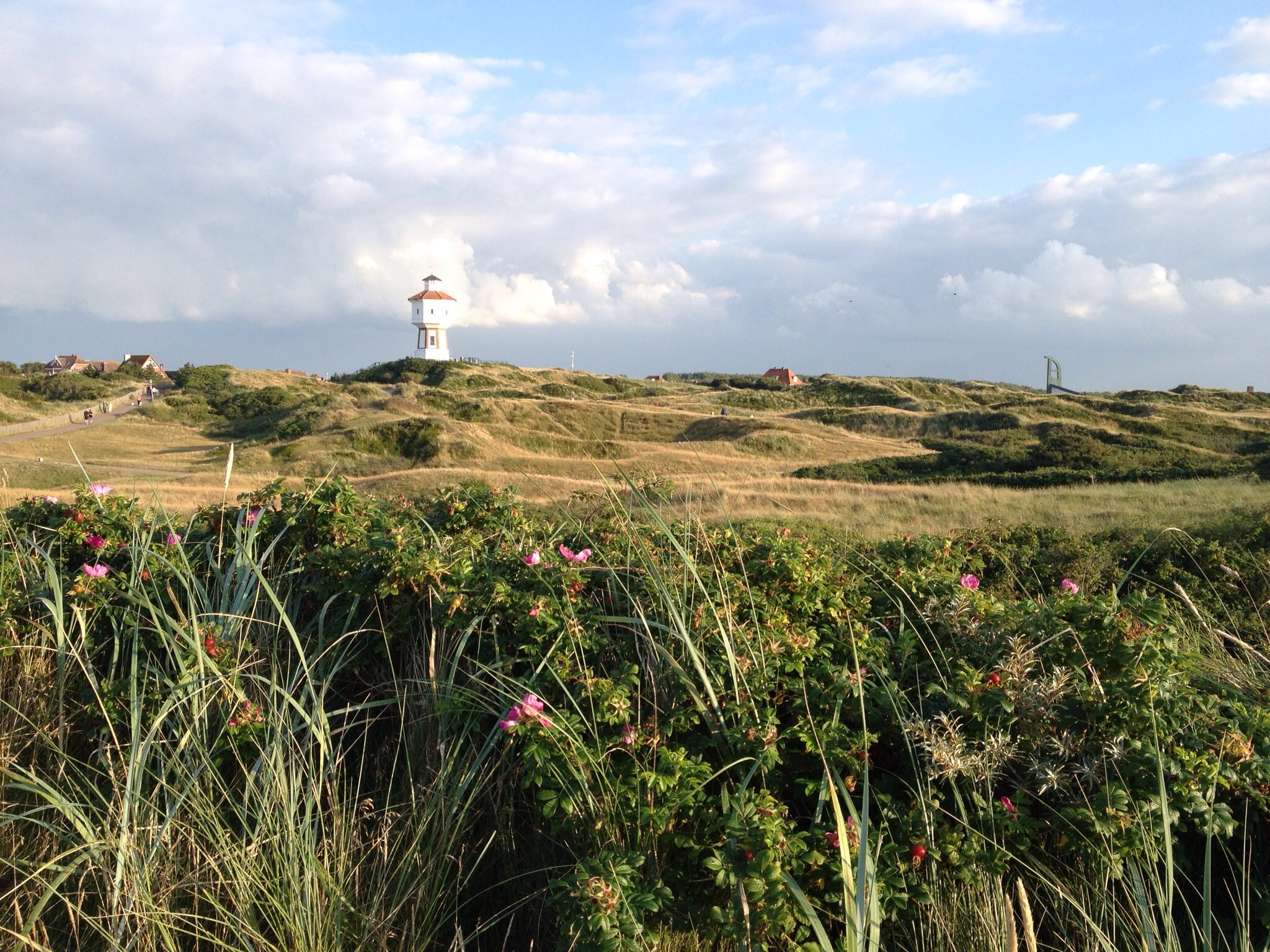
Kaapduinen, op de achtergrond links de watertoren en rechts het torentje van de R.K. kerk
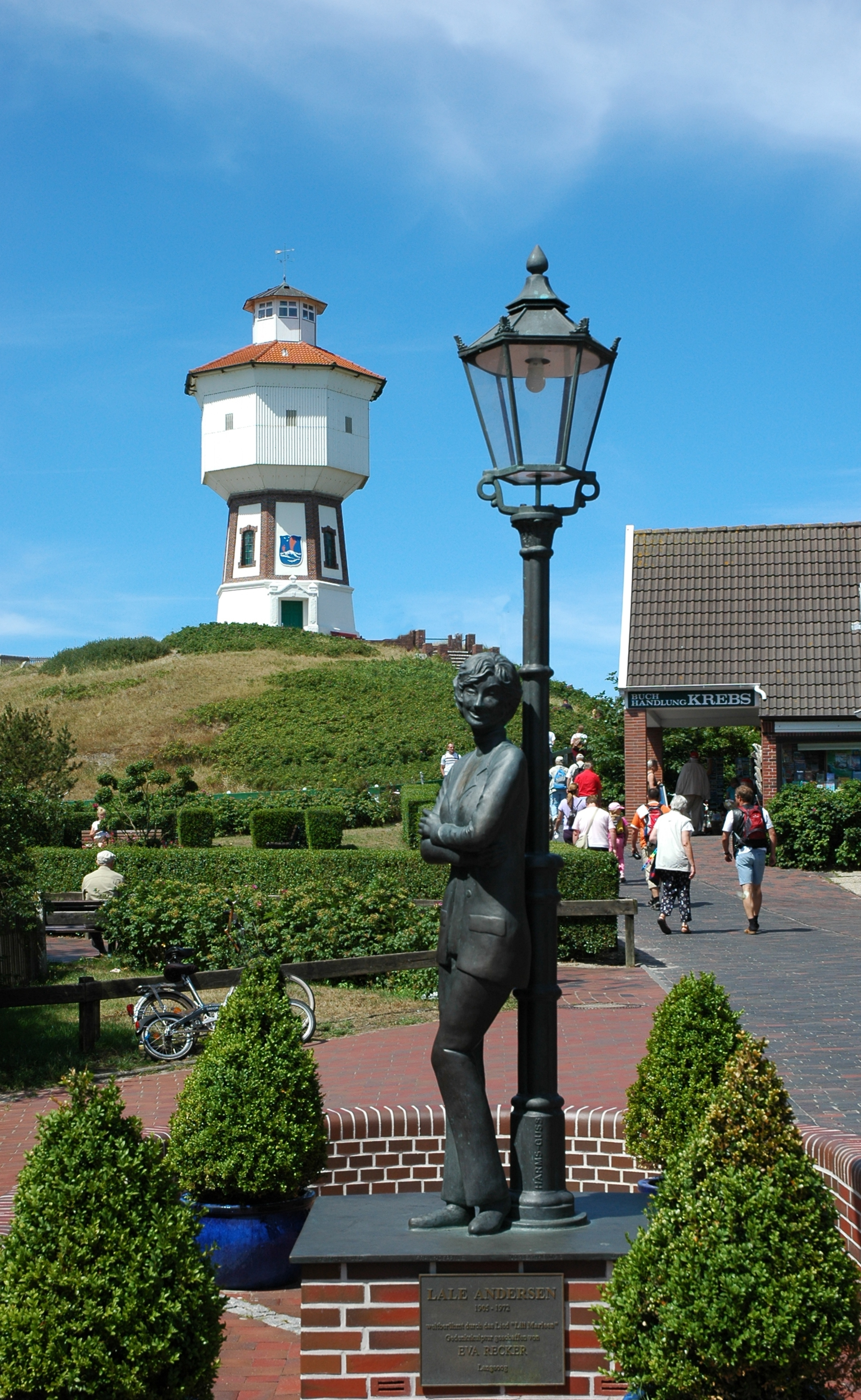
Watertoren met op de voorgrond het monument voor Lale Andersen
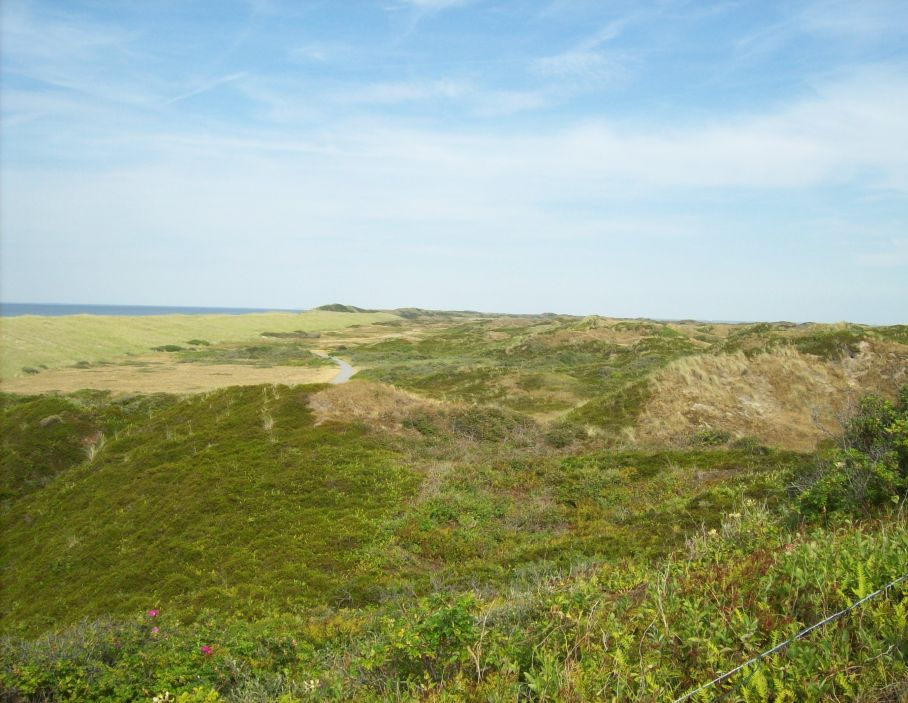
Het deels kunstmatig opgehoogde duin van het Pirolatal
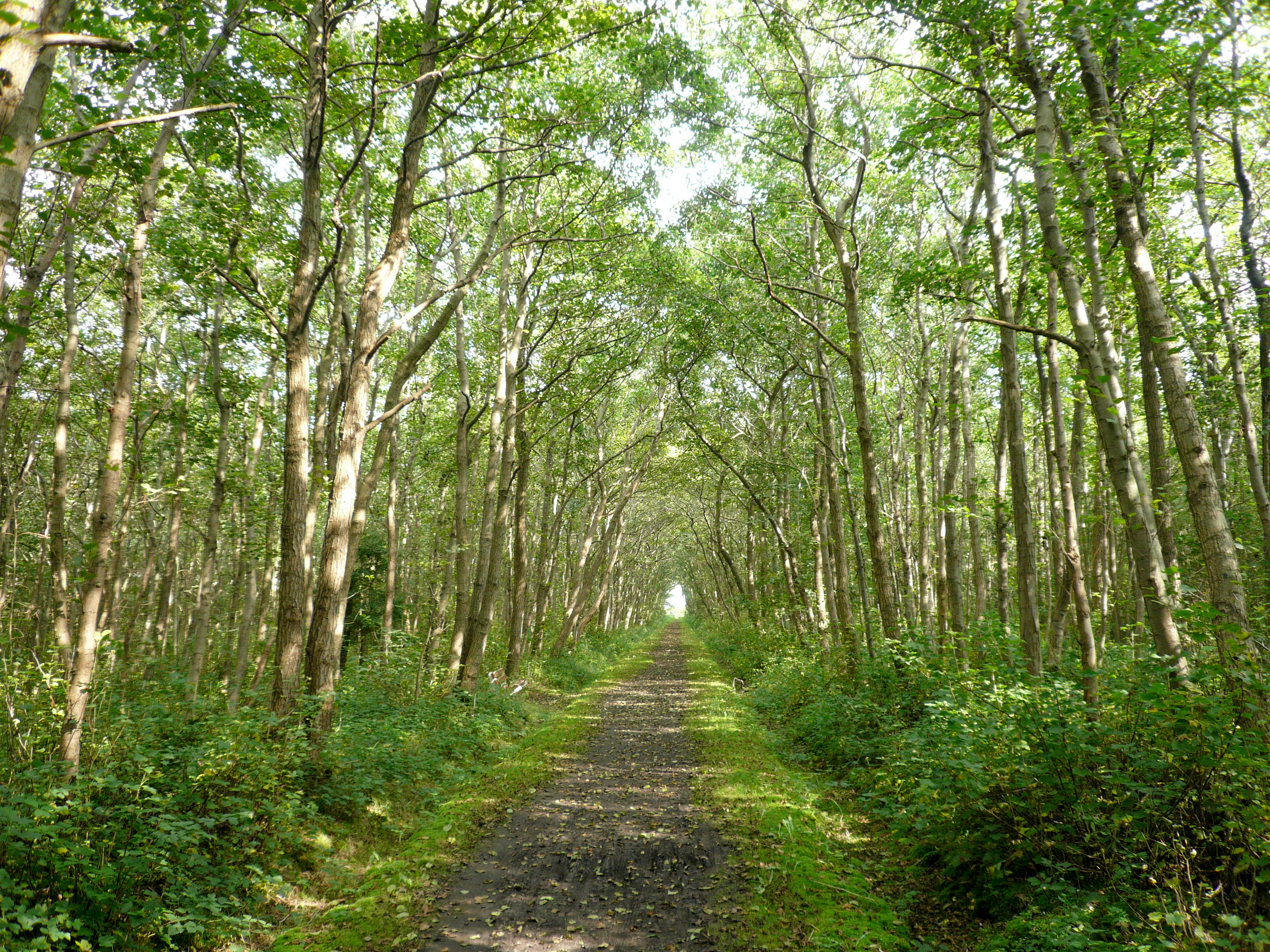
Pad in het na 1945 aangeplante eilandbos
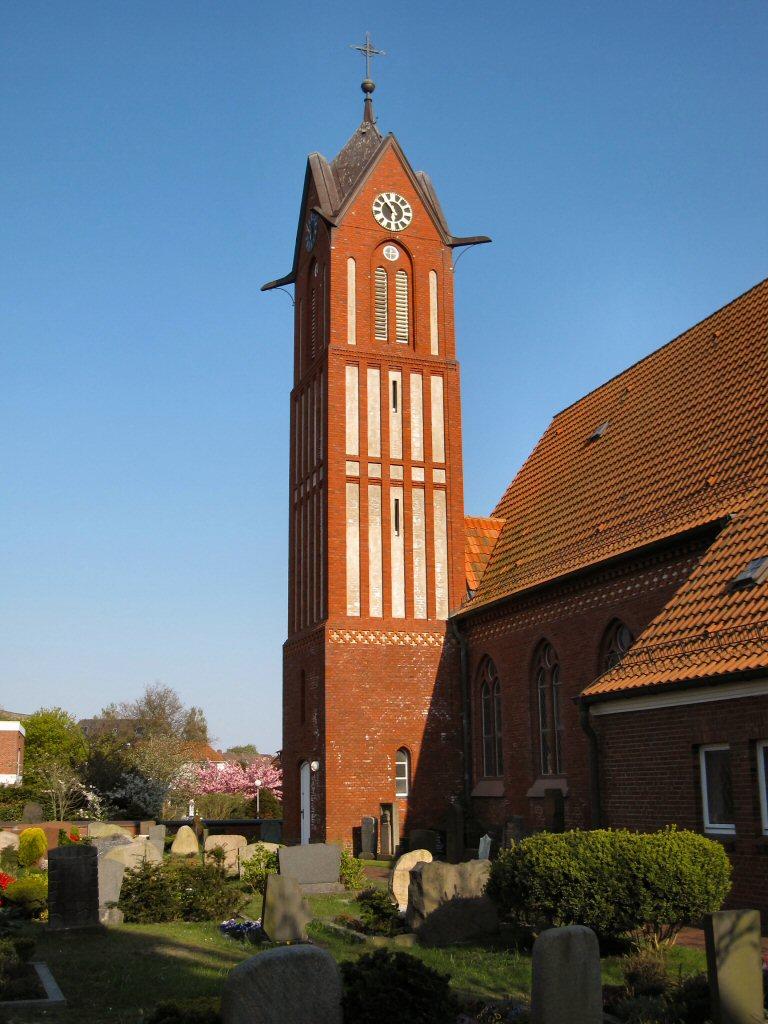
Evangelisch-lutherse Inselkirche (1890)
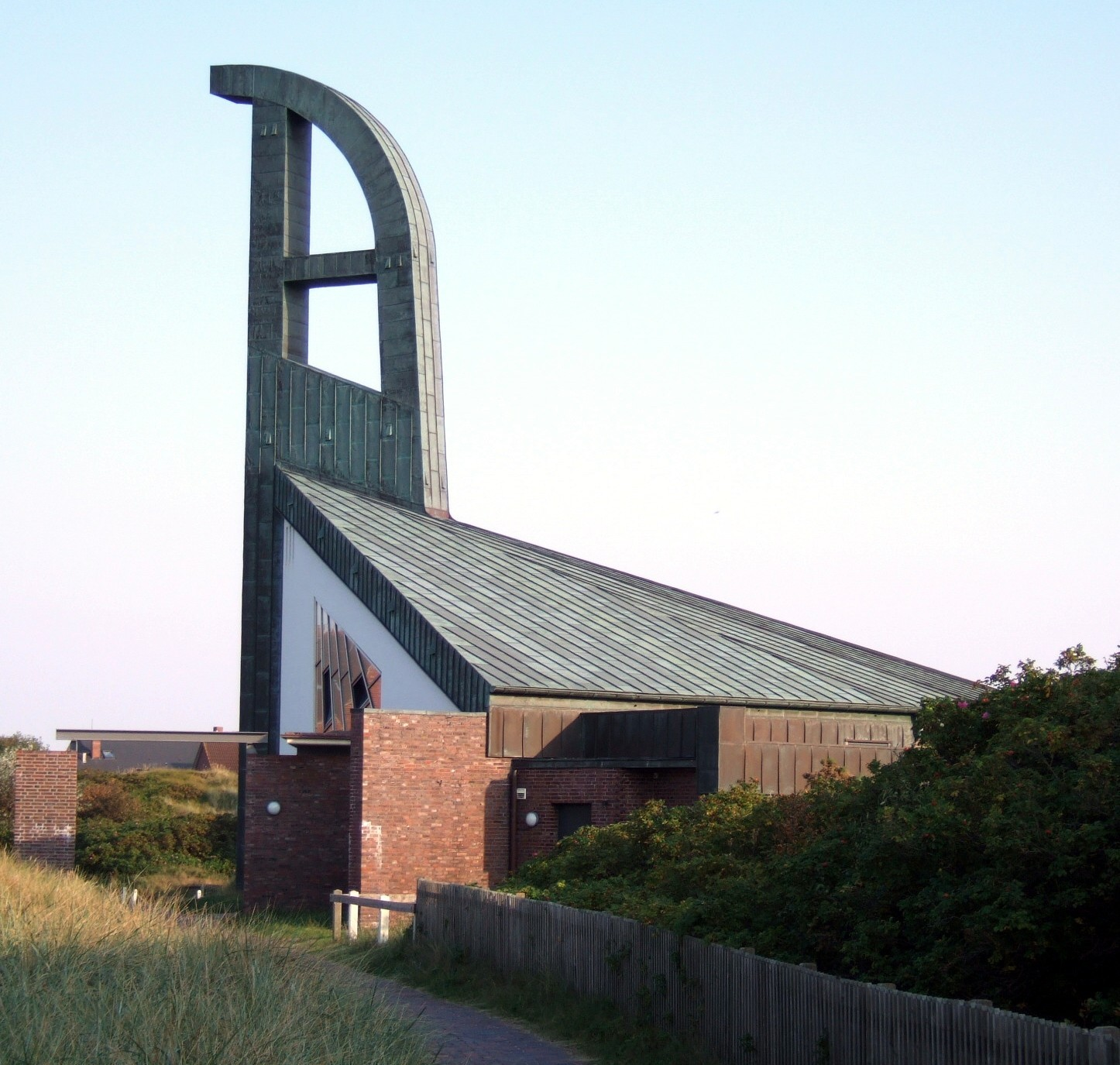
R.K. Sint-Nicolaaskerk (1964)